# 宋璉 (宣德進士)
宋璉（1404年—？），字殷徵，浙江嘉興府嘉興縣民籍，江西臨江府新淦縣人，明朝政治人物。

## 生平
宣德四年（1429年）己酉科浙江鄉試第十名舉人，五年（1430年）中式庚戌科會試第六十五名，三甲第五十名進士。八年（1433年）改庶吉士，授工科給事中。

## 家族
曾祖宋觀禮；祖父宋貫之；父宋完子。母周氏。具慶下。弟宋禮徵、宋吾徵、宋能徵、宋言徵、宋足徵。